# A Liberdade guiando o povo
A Liberdade guiando o povo (em francês: La Liberté guidant le peuple) é uma pintura de Eugène Delacroix em comemoração à Revolução de Julho de 1830, com a queda de Carlos X. Uma mulher representando a Liberdade, guia o povo por cima dos corpos dos derrotados, empunhando a bandeira tricolor da Revolução francesa em uma mão e brandindo um mosquete com baioneta na outra. A pintura é talvez a obra mais conhecida de Eugène Delacroix

## História
No momento em que Eugène Delacroix pintou o quadro, ele já era o líder reconhecido da escola romântica de pintura francesa. Nascido durante a Era do Iluminismo, deixou-se levar pelas ideias e pelo estilo do romantismo, rejeitando a ênfase no desenho preciso que caracterizava a arte acadêmica de seu tempo, e valorizou a cor livre.
Delacroix pintou A Liberdade no outono de 1830. Numa carta ao seu irmão, datada de 21 de outubro daquele ano, escreveu: "O meu mau humor está desaparecendo graças ao trabalho árduo. Embarquei num tema moderno - a barricada. Mesmo que eu não tenha lutado pelo meu país, pelo menos pinto para ele">. O quadro foi exibido pela primeira vez no Salão de Maio de 1831.
O quadro chegou ao Louvre em 1874. Sempre pertenceu ao Estado francês, que o adquiriu na sua primeira exposição pública em 1831 e saiu apenas uma vez da França, para uma exposição no Japão em 1999.
Ao longo de quase dois séculos, o quadro foi coberto por até oito camadas de verniz que era a estratégia para realçar as cores, mas com a deterioração de cada camada, essas cores iam-se transformando numa massa amarela e opaca, na qual também ficaram presas "a sujeira e a poeira".
A obre teve uma grande restauração em 1949. Em 2024, foi restaurado de novo.

## Simbolismo
Delacroix retratou a Liberdade,  como figura alegórica de uma deusa e como uma robusta mulher do povo. O monte de cadáveres funciona como uma espécie de pedestal, do qual a Liberdade se lança, descalça e com o peito meio descoberto, da tela para o espaço do espectador. Ela usa barrete frígio que se tornara símbolo da liberdade durante a Primeira República Francesa (1789-1794). Ela segura pelo mastro uma bandeira tricolor, que ocupa o eixo médio da tela. A pintura tem sido vista como um marco  do fim da Era do Iluminismo, já que muitos estudiosos identificam o fim da Revolução Francesa como o início da Era Romântica.
Distinguem-se quatro outros personagens à beira da barricada. Há dois meninos de rua - um deles, usando uma boina e segurando duas pistolas, pode ter sido a inspiração para o personagem Gavroche, de Les Misérables de Victor Hugo; o outro, abaixado, quase rente ao solo, usa um boné de policial e segura uma espada. Há também um homem de cartola, o que sugere se tratar de um burguês, e, atrás dele, um proletário, usando uma boina e com um sabre na mão. Atrás, pode-se ver um estudante da prestigiosa  École Polytechnique, identificado pelo tradicional bicorne. O que todos têm em comum é o olhar intenso e determinado.  Ao longe, emergindo da densa névoa, veem-se as torres de Notre-Dame. A identidade do homem da cartola tem sido amplamente debatida. A sugestão de que seria um auto-retrato de Delacroix foi eliminada pelos historiadores da arte moderna. No final do século XIX, foi sugerido o diretor teatral Étienne Arago; outros têm sugerido o futuro curador do   museu do Louvre, Frédéric Villot, mas não há   consenso  sobre este ponto. Os principais personagens se inscrevem dentro de um triângulo em cujo vértice está a bandeira. As cores predominantes são azul, branco e vermelho, que se destacam dos tons de cinza e marrom predominantes.

## Compra e exibição
O governo da França comprou a pintura em 1831, por 3.000 francos, com a intenção de exibi-lo na sala do trono do Palais du Luxembourg, como lembrança para o "rei-cidadão" Louis-Philippe da Revolução de Julho. Delacroix foi autorizado a enviar o quadro para Félicité, sua tia, para o preservar. Ele foi exibido por pouco tempo no Salão de 1855. Em 1874, a pintura esta exposta no museu do Louvre.

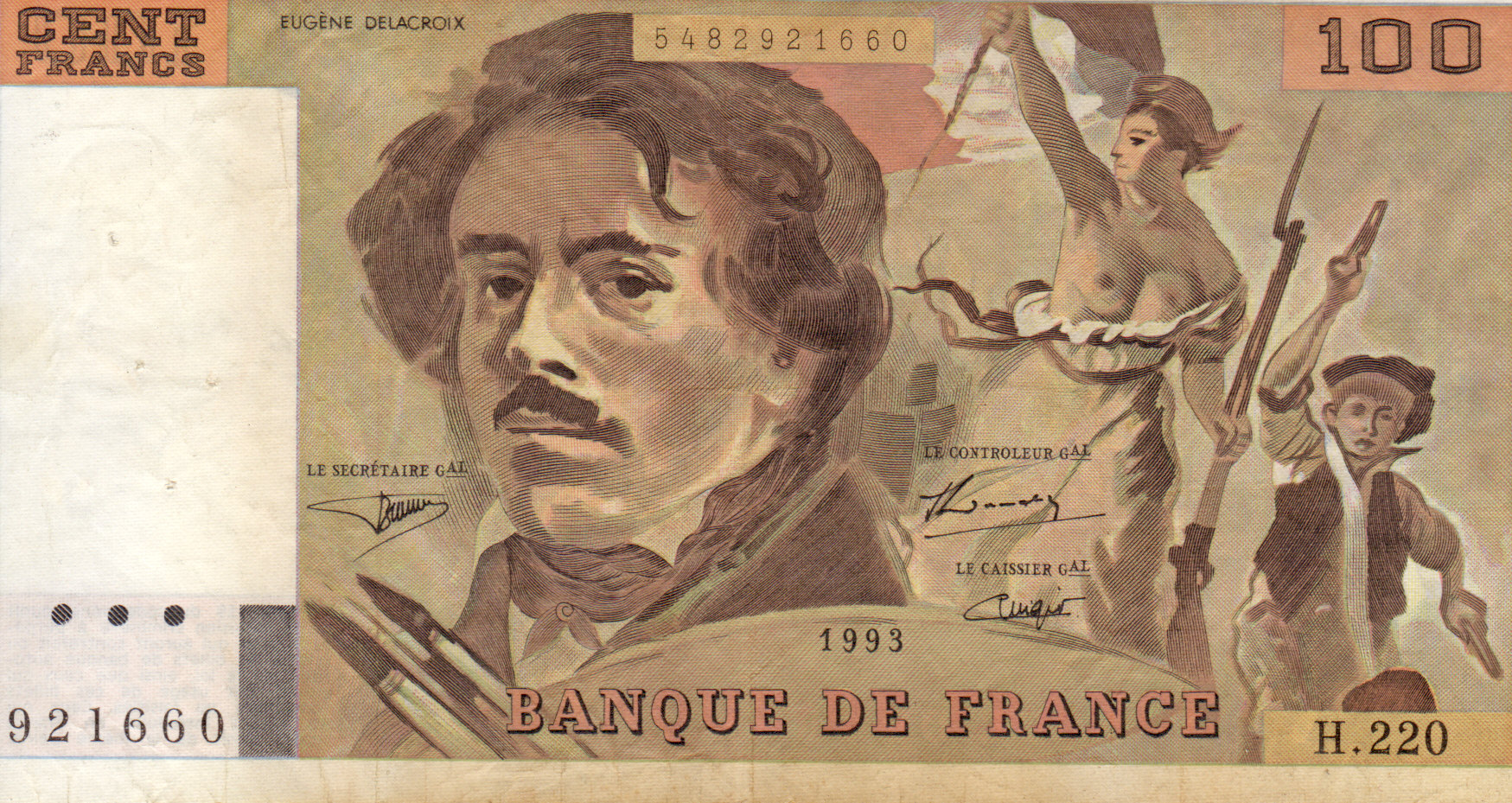
Nota de 100 francos, 1993

## Legado
A pintura inspirou a Estátua da Liberdade, em Nova York,, que foi dado para os Estados Unidos como um presente dos franceses, 50 anos depois do quadro ter  sido pintado. A estátua, que segura uma tocha na mão, tem uma posição mais estável, ao contrário da mulher na pintura.
Uma versão gravada desta pintura, junto com uma representação do próprio Delacroix, foi destaque na nota de 100 francos no início dos anos 90.
A pintura teve ainda influência na música clássica; o americano George Antheil intitulada na "Sinfonia n º 6  - After Delacroix", afirmou que o trabalho foi inspirado pelo quadro.

### Na cultura moderna
Em 2008, a banda britânica de rock alternativo Coldplay usou a pintura na capa do seu álbum Viva la Vida or Death and All His Friends.
Também, o rosto da mulher, é a efígie da República, gravada nas notas do Real, a moeda brasileira, que foi usada de inspiração, desde a proclamação da República, até os dias atuais. E acabou por se tornar um símbolo da República Federativa do Brasil.